# Raven Chacon

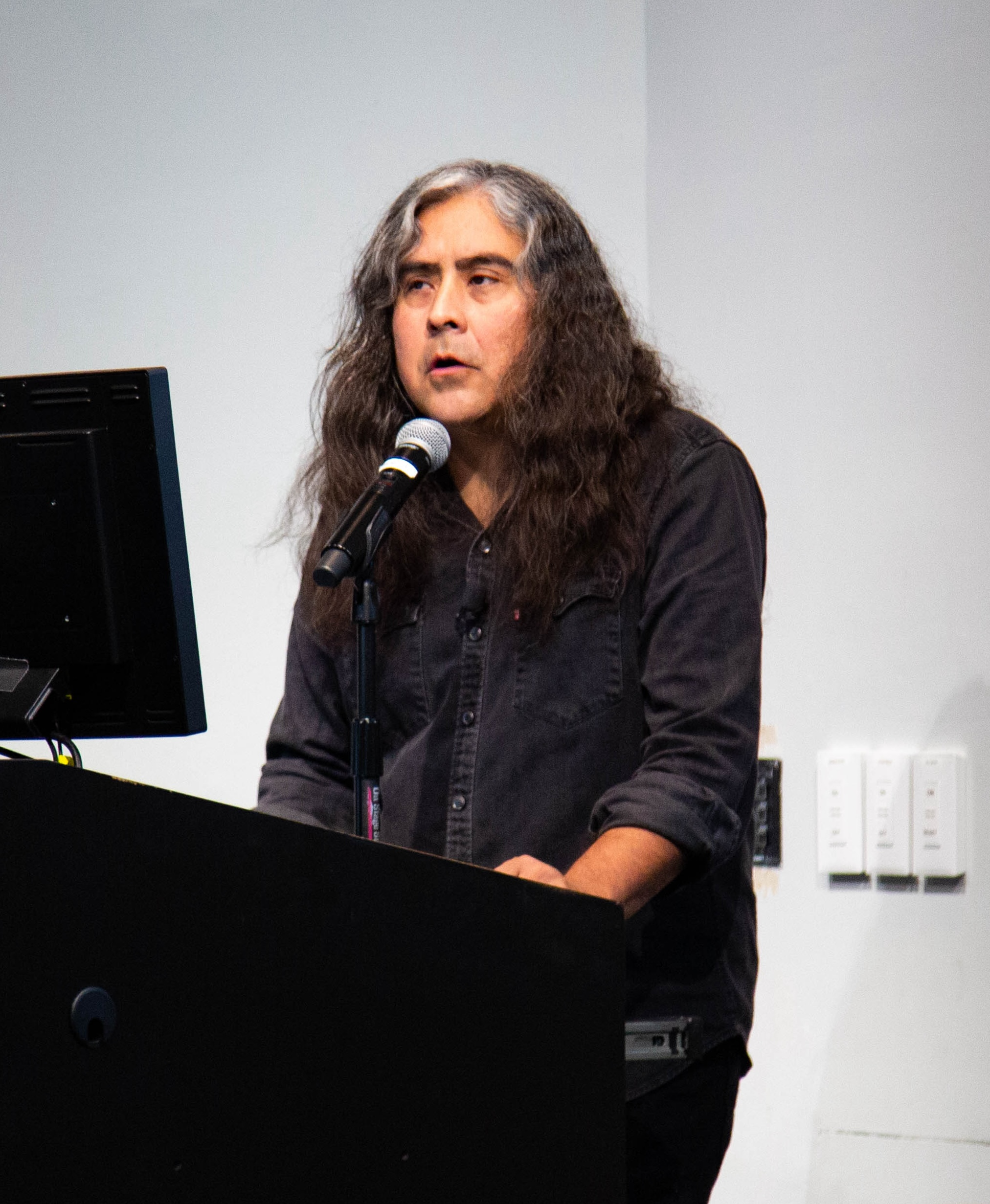
Raven Chacon

Raven Chacon (* 1977 in Fort Defiance, Arizona, Navajo Nation Reservation) ist ein amerikanischer Komponist und Installationskünstler. 2022 wurde er als erster Native American für seine Komposition Voiceless Mass mit dem Pulitzer Prize of Music ausgezeichnet.

## Leben und Werk
Raven Chacon studierte am California Institute of the Arts bei James Tenney, Morton Subotnick, Michael Pisaro und Wadada Leo Smith und schloss mit dem Master of Fine Arts ab. Zu seinen Auszeichnungen zählen eine United States Artists Fellowship in Music, der Creative Capital Award in Visual Arts, eine Native Arts and Cultures Foundation Artist Fellowship und ein American Academy’s Berlin Prize for Music Composition.
Chacons Werk umfasst Kammerkompositionen, elektronische Geräuschmusik, Installationskunst und Performance. Er konstruiert Instrumente, die akustische und elektronische Elemente enthalten und dabei auf indigene Kulturen Bezug nehmen. Als Solokünstler oder Gruppenmitglied – so des indigenen Kunstkollektivs Postcommodity – stellte Chacon aus bzw. hatte Auftritte unter anderem beim Whitney Biennal, der Documenta 14, dem REDCAT, dem Haus der Kulturen der Welt, dem Borealis Festival, dem San Francisco Electronic Music Festival, im Chaco Canyon, dem Ende Tymes Festival, der 18. Biennale of Sydney und dem Kennedy Center.
Raven Chacon war Mitglied der Fakultäten für Musik sowie Native American Studies an der University of New Mexico und Gast im Programm New Media Art & Performance an der Long Island University. Er unterrichtet Studenten in der Streichquartett-Komposition für das Native American Composer Apprenticeship Project (NACAP).
Die 2020 als Gemeinschaftswerk mit Du Yun entstandene Oper Sweet Land gewann 2021 den Music Critics Association of North America’s Best New Opera Award. Chacons am 21. November 2021 in Milwaukee uraufgeführtes Werk Voiceless Mass für Orgel und Ensemble brachte ihm 2022 den Pulitzer Prize of Music ein.
2023 wurde er mit einem McArthur Fellowship ausgezeichnet.